# Gymnosporia cordata
Gymnosporia cordata är en benvedsväxtart som först beskrevs av E. Mey. och Otto Wilhelm Sonder, och fick sitt nu gällande namn av Thomas Robertson Sim. Gymnosporia cordata ingår i släktet Gymnosporia och familjen Celastraceae. Inga underarter finns listade.